# 河村由美 (アナウンサー)
河村 由美（かわむら ゆみ、7月10日 - ）は、静岡県浜松市出身のフリーアナウンサー、パーソナリティである。
元エフエム新津（RADIO CHAT）のアナウンサーであり、1998年にフリーに転向した。以降、静岡エフエム放送（K-mix）、およびアール・エフ・ラジオ日本を中心に活動する。

## 人物・来歴
1992年に静岡県立浜松西高等学校を経て、共立女子大学へ入学・卒業した。
映画が好きで映画専門番組を持っているほか、「タイムテーブル」に映画のコラムを執筆している。

## 出演
特記なき番組は静岡エフエム放送（k-mix）。
現在
- CINEMA SQUARE[3][4][5][6]（2012年4月6日 - ・金曜 20:30 - 20:54。 - 2012年3月30日・金曜 20:00 - 20:53。）
- ちょっとそこまでアディーレ法律相談室（2013年4月4日 - ・木曜 13:55 - 14:00。 - 2013年3月28日・木曜 15:55 - 16:00。）
- たまごサプリ[7]（2013年5月4日 - ・土曜 10:55 - 11:00）
- 大塚商会Presents Kazuo Yoshida’s BOSSAMANIA（ミュージックバード 2019年10月5日 - ）
- ASJ Presents 建築家のアスリートたち（ミュージックバード 2019年10月7日 - ）
- 笑顔のつながり（ミュージックバード「おはようサンデー」内 2020年10月4日 - ）
- ウェイクアップミュージック（ラジオ日本）
- 新曲EXPRESS!!（ラジオ日本）
- musicパートナー（ラジオ日本）
- Listen to to too!（ラジオ日本）※毎週金曜日担当
- おはようサンデー[8]（ミュージックバード、2024年4月7日 - ・日曜 7:00 - 8:55）

過去
- うご★ラジ - 火・木曜担当（2009年4月 - 2013年3月28日）
- K-MIX CARAMEL POCKET - 金曜担当（ - 2013年3月29日・9:30 - 12:55）
- 河村由美のMy Favorite Interior（2013年1月5日 - 2013年3月30日）土曜 10:55 - 11:00）
- 三波豊和の歌うラジオ - ラジオ日本（2015年4月3日 - 2016年9月24日）毎週土曜日 17時55分 〜 20時 ※番組アシスタント
- よみラジ（2017年4月 - 2024年3月25日）毎週月曜日 18時 〜 18時30分
- 上原喜光のぐるっと360度[1][9]（ミュージックバード、 - 2024年3月31日 日曜 9:00 - 11:00）